# Mario Zanotti
Mario Enrique Zanotti (8 marzo 1947) è un ex calciatore argentino di ruolo difensore.

## Carriera
Inizia la carriera nel Newell's Old Boys, giocandovi sino al 1969. Tra il 1969 ed il 1971 è in forza alla Platense e poi all'Huracán ed infine alla Gimnasia (LP). In patria ha giocato sempre nella massima serie argentina.
Nella stagione 1974 viene ingaggiato dagli statunitensi del L.A. Aztecs, neonata franchigia della NASL, con cui, dopo aver vinto la Western Division, giunge a disputare la finale del torneo, giocata da titolare e nel quale segnò uno dei tiri nella lotteria dei rigori che porterà i californiani a prevalere contro i Miami Toros.

## Palmarès
- Campionato NASL: 1

Los Angeles Aztecs: 1974